# Hubert Levy-Grunwald
Hubert Levy-Grunwald (Vaucresson, 1905. augusztus 15. – Párizs, 1972. március 14.) Európa-bajnok francia jégkorongozó.
Részt vett az 1924-es jégkorong-Európa-bajnokságon Milánóban, ahol a francia csapat a döntőben 2–1-re legyőzte a svéd válogatottat és aranyérmes lett.
A klubcsapata a CSH Paris volt.